# Królewska Wola (województwo dolnośląskie)
Królewska Wola – wieś w Polsce położona w województwie dolnośląskim, w powiecie oleśnickim, w gminie Międzybórz.

## Podział administracyjny
W latach 1975–1998 miejscowość administracyjnie należała do województwa kaliskiego.

## Sport
W miejscowości działał klub piłkarski Gawin Królewska Wola, który przez trzy kolejne sezony (do końca sezonu 2007/2008) występował w III lidze, w grupie 3. Największym sukcesem zespołu było zajęcie (2-krotnie) 3. miejsca w rozgrywkach w sezonie 2006/2007 i 2007/2008